# Anat Berko
Anat Berko (Hebreeuws: ענת ברקו) (Jeruzalem, 14 januari 1960) is een Israëlische politica, criminologe en terrorisme-expert. Sinds maart 2015 is zij namens Likoed in de Knesset afgevaardigd.
Berko is afkomstig uit een naar Israël gevlucht Joods-Irakees gezin. Ze diende 25 jaar in het leger (haar hoogste rang was die van luitenant-kolonel) en voerde in die hoedanigheid het bevel over de voormalige grondtroepen van het zuidelijk commando van het vrouwenkorps. Aan de Bar-Ilan Universiteit studeerde ze af in de psychologie, sociologie en criminologie (behaalde in de laatste een doctorsgraad) en beheerde als criminologe een gevangenis. Voorts gaf ze les aan de Lauder School voor Bestuur van het Interdisciplinair Centrum Herzliya en verzorgde ze colleges op andere universiteiten wereldwijd, waaronder een gasthoogleraarschap aan de George Washington Universiteit. Heden ten dage is ze als onderzoekster verbonden aan het International Institute for Counter-Terrorism (ICT) (eveneens behorend tot het Interdisciplinair Centrum Herzliya) en geeft ze onderricht aan Israel's National Defense College. In verband met haar werkzaamheden houdt ze zich ook bezig met zelfmoordaanslagen en interviewde ze diverse Palestijnse terroristen waaronder Hamas-leider sjeik Ahmad Yassin.
Dankzij Benjamin Netanyahu kreeg ze een 23e plaats op de kandidatenlijkst voor de verkiezingen van de 20e Knesset en kon vanwege de zeer gunstige verkiezingsuitslag op 31 maart 2015 haar zetel in het parlement innemen.
Als terrorisme-expert en politica staat zij wat het Israëlisch-Palestijnse conflict aangaat op het standpunt dat een terugtrekking van Israël uit de Westelijke Jordaanoever aldaar toestanden vergelijkbaar met die van de Syrische Burgeroorlog zou veroorzaken alsook een ineenstorting van buurland Jordanië. Wel is zij voorstander van de vorming van een of andere Palestijnse entiteit, zij het dat dit door vertrouwingwekkende onderhandelingen dient plaats te vinden waarbij het van belang is dat er stabiliteit heerst in het Midden-Oosten. Verder zou deze Palestijnse entiteit noch mogen beschikken over een eigen leger noch de eigen grenzen mogen controleren. Zij tekent hierbij aan dat Israël op zichzelf moet vertrouwen omdat haar land nog steeds in een overlevingsoorlog zou zijn verwikkeld.
Anat Berko is getrouwd met Reuven Berko, een deskundige op het gebied van Arabische vraagstukken. Het echtpaar heeft drie kinderen en is te Ramat Gan woonachtig.

## Werken
- The Path to Paradise: The Inner World of Suicide Bombers and their Dispatchers, 2009, Praeger Publishers, ISBN 978-1-5979-7364-9
- The Smarter Bomb, Women and Children as Suicide Bombers, 2011, Rowman & Littlefield, ISBN 978-1-4422-1952-6